# Habitations du Puy de Bane
Les habitations du Puy de Bane sont un site archéologique situé en France sur la commune de Pailherols, en région Auvergne-Rhône-Alpes.

## Localisation
Les habitations ne se trouvent pas exactement au puy de Bâne, mais dans les montagnes de Caillac et de Vézac.

## Description
Ces vestiges en pierre sèche sont peut-être des constructions médiévales pour l'estive, bien que le géologue et préhistorien Pierre Marty les interprète comme des habitats néolithiques.

## Protection
Les vestiges des habitations en pierres sèches du Puy-de-Banc sont classés au titre des monuments historiques par arrêté du 9 juin 1923.